# Stokowo-Bućki
Stokowo-Bućki – część wsi Jaźwiny-Koczoty w Polsce położona w województwie podlaskim, w powiecie wysokomazowieckim, w gminie Czyżew.
W latach 1975–1998 miejscowość administracyjnie należała do województwa łomżyńskiego.
Wierni kościoła rzymskokatolickiego należą do parafii św. Apostołów Piotra i Pawła w Czyżewie.

## Historia
Stokowo, pod koniec XIX w. kilka wsi w powiecie ostrowskim, gmina Dmochy-Glinki, parafia Czyżew:
- Stokowo Bućki, w 1827 roku 11 domów i 54. mieszkańców, pod koniec XIX w. 16 domów
- Stokowo Szerszenie, w 1827 roku 2 domy i 9. mieszkańców, pod koniec XIX w. 4 domy i 14 mieszkańców
- folwark Stokowo Łukasiki, w 1827 roku 1 dom i 4. mieszkańców

W 1827 roku wymienione Stokowo Złotki, 3 domy i 12. mieszkańców.
W 1921 r. naliczono tu 12 budynków z przeznaczeniem mieszkalnym oraz 74. mieszkańców (40. mężczyzn i 34 kobiety). Wszyscy podali narodowość polską.